# Action socialiste pour l'indépendance du Québec
L'Action socialiste pour l'indépendance du Québec (ASIQ) était une organisation politique socialiste fondée par Raoul Roy et le collectif de La Revue socialiste le 8 septembre 1960. L'ASIQ dénonçait à la fois le fédéralisme canadien et le capitalisme, qui réduiraient le peuple canadien français à l'état de « peuple colonial opprimé ». Active jusqu'en 1963 environ, elle a été l'une des premières organisations du mouvement indépendantiste québécois d'après-guerre. Aussi, par sa combinaison de socialisme et d'indépendantisme, elle préfigure le groupe et la revue Parti pris, fondés en 1963.

## Histoire
Raoul Roy découvrait la revue Laurentie de l'Alliance laurentienne en 1957, seul groupe indépendantiste actif à l'époque, et il affirma avoir été ravi d'y découvrir la renaissance de l'idée d'indépendance, tout en étant rebuté par le caractère de droite caractérisant l'idéologie du mouvement. En effet, l'Alliance laurentienne associait son projet d'indépendance du Québec à celui d'un État catholique et corporatiste, conforme à la doctrine sociale de l'Église, et s'inspirant du régime de Salazar au Portugal. Or, pour Roy, cela risquait d'apposer au mouvement indépendantiste une étiquette réactionnaire dans une époque libérale et progressiste.
C'est ce qui lui inspira la fondation, en 1959, de La Revue socialiste, périodique à la fois indépendantiste et socialiste, qui sera publié jusqu'au printemps 1965. Son tirage « semble avoir oscillé entre quelques centaines et un peu plus d'un millier d'exemplaires ». Jacques Ferron comptait parmi ses collaborateurs. Un an après la fondation de la revue, Raoul Roy et le collectif de La Revue socialiste fondèrent l'ASIQ. Le groupe ne comptait que quelques dizaines d'adhérents. Il promouvait les idées de la revue en organisant des manifestations, des conférences et des débats. L'ASIQ cessa ses activités vers 1963, au moment où Roy a dû s'exiler pour quelques mois en France parce que soupçonné d'être un meneur du Front de libération du Québec, dont plusieurs membres avaient fréquenté son mouvement.